# 911 (bài hát của Lady Gaga)
"911" là bài hát của Lady Gaga từ album phòng thu thứ sáu của cô, Chromatica (2020).

## Danh sách track
| Digital download and streaming (Bruno Martini remix) | Digital download and streaming (Bruno Martini remix) | Digital download and streaming (Bruno Martini remix) |
| STT                                                  | Nhan đề                                              | Thời lượng                                           |
| ---------------------------------------------------- | ---------------------------------------------------- | ---------------------------------------------------- |
| 1.                                                   | "911" (Bruno Martini remix)                          | 2:46                                                 |
| 2.                                                   | "911" (Bruno Martini extended remix)                 | 3:40                                                 |

| Digital download and streaming (Sofi Tukker remix) | Digital download and streaming (Sofi Tukker remix) | Digital download and streaming (Sofi Tukker remix) |
| STT                                                | Nhan đề                                            | Thời lượng                                         |
| -------------------------------------------------- | -------------------------------------------------- | -------------------------------------------------- |
| 1.                                                 | "911" (Sofi Tukker remix)                          | 3:46                                               |
| 2.                                                 | "911" (Sofi Tukker extended remix)                 | 4:17                                               |

| Digital download and streaming (WEISS remix) | Digital download and streaming (WEISS remix) | Digital download and streaming (WEISS remix) |
| STT                                          | Nhan đề                                      | Thời lượng                                   |
| -------------------------------------------- | -------------------------------------------- | -------------------------------------------- |
| 1.                                           | "911" (WEISS remix)                          | 5:43                                         |

## Xếp hạng
| Bảng xếp hạng (2020)                              | Vị trí cao nhất |
| ------------------------------------------------- | --------------- |
| Australia (ARIA)                                  | 76              |
| Canada (Canadian Hot 100)                         | 85              |
| Croatia (HRT)                                     | 54              |
| France (SNEP)                                     | 141             |
| Greece (IFPI)                                     | 81              |
| Italy (FIMI)                                      | 92              |
| Lithuania (AGATA)                                 | 61              |
| New Zealand Hot Singles (Recorded Music NZ)       | 5               |
| Bồ Đào Nha (AFP)                                  | 84              |
| Scotland (OCC)                                    | 64              |
| Serbia (Radiomonitor)                             | 18              |
| Anh Quốc Download (OCC)                           | 98              |
| Hoa Kỳ Bubbling Under Hot 100 Singles (Billboard) | 1               |
| Hoa Kỳ Hot Dance/Electronic Songs (Billboard)     | 10              |
| US Rolling Stone Top 100                          | 87              |

| Bảng xếp hạng (2020)                      | Vị trí |
| ----------------------------------------- | ------ |
| US Hot Dance/Electronic Songs (Billboard) | 27     |